# Abszol út
Az Abszol út (az angol eredetiben Diagon Alley) a Harry Potter-könyvek egyik fontos helyszíne.
Olyan, mint a muglik világában egy hosszú utcán végigvezető boltsor. Az iskolakezdés előtt tömegesen jönnek a tanulók és általában a szüleik (bár a mugli származású varázslók esetén egy varázsló kíséri el őket először), hogy megvegyék a tanévhez szükséges kellékeket. A boszorkányok és varázslók állatokat, pennát, talárt, varázsseprűt, varázspálcát, üstöt, könyveket szerezhetnek be itt.

## Megközelítése
A Foltozott Üstön át egy falhoz érve, ha megfelelő sorrendben megkocogtatják a köveket, kitárul egy kapu és a fiatal vagy idős varázslók már az Abszol úton is találják magukat. Megközelíthető bármilyen mágikus utazási formával (pl.: seprű, hopp-por, hoppanálás).

## Ismertebb helyek az Abszol úton

### Czikornyai és Patza
A diákok itt szerezhetik be a tanuláshoz elengedhetetlen tankönyveket, melyek listáját az iskolai levéllel együtt kapják meg. Ebben a könyvesboltban sokféle érdekesebbnél érdekesebb könyv lelhető fel. A mennyezetig érő polcokon zsúfolásig vannak a könyvek, melyek mérete, anyaga és vastagsága is igen sokszínű. A híres szerzők dedikálásokat is tartanak, mint például Gilderoy Lockhart, aki később tanár lett a Roxfortban.

### Borgin & Burkes
Itt veszi meg Draco az átkozott nyakláncot. A Roxfortban fogja használni a másik Volt nincs szekrényt. 

### Florean Fortescue Fagylaltszalon
Ebben a cukrászdában különféle nyalánkságok kaphatók, melyeket helyben, az üzlet elé kiülve is elfogyaszthatnak a vásárlók, ahogy Harry is tette. A tulajdonos, Florean Fortescue segített Harry dolgozata megírásában, érdekes információkkal szolgált neki a középkori boszorkányüldözésekről.

### Gringotts
A Gringotts a varázslók és boszorkányok bankja. Szigorúan, koboldok által őrzött bank. Sárkányok is őrzik, és vannak olyan széfek, melyek csak kobold segítségével nyithatók ki. Itt rejtette el Voldemort egyik horcruxát is. Dumbledore úgy tartotta, hogy biztonságosabb, mint a Roxfort, hiszen ide hozatta a bölcsek kövét. (Az első rész elején Hagrid visszavitte a Roxfortba, de ott több védőbűbájjal és különböző varázslatokkal védték.)

### Madam Malkin Talárszabászata
Kész talárokat és egyedi darabokat is lehet itt venni. A roxfortos diákok tartoznak Madame Malkin főbb vásárlókörébe. Malfoy is itt szabatta magára venni készült talárját, mikor Harry először találkozott vele. Azok, akikre ráigazítják a talárokat, puffokra állva várják, hogy készen legyenek.

### Shanda & Shelymesh
Divatüzlet. Draco Malfoy és anyja ide jöttek vásárolni Madam Malkin Talárszabászata helyett a hatodik év előtt, miután ott Harryékbe botlottak.

### Mágikus Menazséria
Ebben az üzletben a padlótól a plafonig ketrecek sorakoznak, teli állatokkal. Az állatokon kívül gyógyszereket és állatgondozási termékeket lehet venni. 
Hermione itt vette meg a vörös színű, görbelábú macskáját, Csámpást, aki ráugrott Ron hátára. Ron pedig Makesznak, a patkányának (akiről később kiderült, hogy Féregfark, egy animágus) vett patkányszirupot.

### Mr. Ollivandervarázspálcaboltja
Ollivander úr a világ egyik legelismertebb varázspálca-készítője, aki szinte kívülről tudja, hogy kinek, mikor és milyen pálcát adott el. (Hiszen Harrynek is először olyan fajtát adott, amilyen az anyjáé volt, aztán olyat, amilyen az apjáé volt, bár végül a főnixtollat is tartalmazó pálcát vitte el. Később kiderült, hogy az Voldemorténak ikerpálcája.) Az üzletben százával sorakoznak a minőségi varázspálcák. Magát a boltot i. e. 382-ben alapították.
Boltja mellett található egy állatkereskedés, ahol Hagrid Harrynek megvette első állatát, Hedviget, a hóbaglyot. A bagoly a varázslók közötti kommunikáció elterjedt módszere, ők szállítják a leveleket és csomagokat.

### Uklopsz Bagolyszalon
Kuvikok, füles- és macskabaglyok, valamint uhuk több színben megtalálhatóak itt. Harry innen kap egy gyönyörű hóbaglyot Hagridtól, és Hedvignek kereszteli el.

### Zsebpiszok köz
Egy sötét sikátor, ami az Abszol útról nyílik, főleg sötét varázslatokhoz szükséges portékákat kínáló boltok találhatóak itt. Sötét varázslók, szegények és piszkosak, akik arrafelé járnak. Jó varázsló csak akkor megy oda, ha valamit máshol már nem szerezhet be, illetve vészhelyzet áll fent. Veszélyes hely, ahonnan Harry is csak Hagrid segítségével tudott megmenekülni.

### Weasley Varázsvicc Vállalat
Fred és George Weasley boltja, amiben kizárólag saját maguk által készített találmányaikat árusítják (például Rókázó Rágcsa, Orrvérzés Ostya stb.). Az Abszol út 24. sz. alatt található az üzletük. Harryéknek nagyon tetszik a hely, de Mrs. Weasley nincs annyira odáig az ikrek boltjáért. Roxmortsban meg akarták venni Zonko Csodabazárját, de mivel Voldemort miatt nem engedték a faluba a Roxfort Boszorkány- és Varázslóképző Szakiskola diákjait, elment a kedvük a roxmortsi üzlettől.
Fred halála után George továbbra is vezeti az üzletet, de Ron is besegít neki, aki a Mágiaügyi Minisztériumban aurorként dolgozik.

### Hunczut & Zsupsz
Varázsviccbolt, a Weasley Varázsvicc Vállalat Abszol úti konkurense.

### Kviddics a javából – Sportszaküzlet
Harry kedvenc boltja, itt fedezi fel először a Tűzvillámot. Ebben az üzletben minden kapható, ami a kviddiccsel kapcsolatos.

### Egyéb üzletek
Vannak ismeretlen nevű boltok, mint például a patika, ahol különböző mágikus gyógyszereket, bájitalokat és bájitalhozzávalókat lehet beszerezni; üstbolt; valamint penna- és tintabolt is.